# Gebelein
Gebelein, o Per-Hathor, localidad del IV nomo tebano, en el Alto Egipto, situada treinta kilómetros al sur de Tebas.
|  |

- Nombre egipcio: Inerty "las dos rocas" en alusión a las dos colinas que la conforman, también llamada Per-Hathor "la Casa de Hathor", por el templo de la diosa Hathor, deidad de la ciudad.
- Nombre griego: Pathirys, derivando del anterior, y Afroditópolis, "la ciudad de Afrodita", pues esta diosa fue asociada con Hator por los escritores griegos.
- Nombre árabe: Gebelein, Naga el Gherira.

Lugar de gran importancia, desde el periodo predinástico (Naqada) hasta la época grecorromana, por su estratégica situación, pues permitía controlar un amplio trecho del río Nilo. Ciudad cosmopolita y floreciente, económica y culturalmente, con importantes destacamentos militares y ricas tumbas, excavadas por Ernesto Schiaparelli.

## Restos arqueológicos
- La antigua ciudad.
- El templo de Hathor, de comienzos de la Dinastía III, hasta el periodo grecorromano.
- La necrópolis, con tumbas del primer periodo intermedio de Egipto.
- Numerosos bajorrelieves, estelas e inscripciones de varios faraones: Nebhepetra-Mentuhotep (Dinastía XI), Dyedneferra-Dedumose II, Dyedanjra-Montuemsaf y Sejemra-Sanjtauy Neferhotep III (Dinastía XIII), Jian y Aauserra-Apepi (Dinastía XV), Sobekemsaf II (Dinastía XVII), Tuthmose III (Dinastía XVIII), y Sethy I (Dinastía XIX).
- Numerosos papiros en escritura demótica y griega, hallados en el templo de Hathor.

- Situación: 25°29′N 32°29′E / 25.483, 32.483